# Demètrias
Demètrias o Demètries (en grec antic: Δημητριάς, llatí: Demetrias) era una ciutat de Magnèsia a Tessàlia, a la punta del golf de Pàgases.
La va fundar Demetri Poliorceta l'any 294 aC. La va poblar amb els habitants de Nèlia, Pàgases, Ormènion, Rizunt, Sèpias, Olizó, Bebe i Iolcos, que van formar el seu territori. Aquest era el lloc de residència principal dels reis de Macedònia degut tant a la seva situació estratègica, que controlava l'interior de Tessàlia i les seves costes, com pel clima suau (fresquet a l'estiu i sense neu a l'hivern) i també per la riquesa de l'entorn que proveïa de tota classe d'aliments i de fusta i altres elements necessaris. Era tal la seva importància que Filip V de Macedònia la definia com un dels tres puntals de Grècia, segons Polibi i Titus Livi. Els altres eren Calcis i Corint.
Després de la batalla de Cinoscèfales va ser ocupada pels romans (196 aC) que hi van establir una guarnició. El 192 aC la Lliga Etòlia la va sorprendre i ocupar. Quan Antíoc III el Gran va tornar a Àsia, Demètrias es va rendir a Filip V de Macedònia, i els romans li van permetre prendre possessió de la ciutat. Va seguir en mans de Macedònia fins a la caiguda de la dinastia després de la batalla de Pidna (169 aC).
Durant l'època romana va perdre importància, però va ser la capital de la Lliga dels magnets. En època cristiana es van construir alguns edificis, especialment dues esglésies, una al port del nord, anomenada Basílica de Damokratia, i un altre al sud de la ciutat, fora les muralles, coneguda com a Basílica del Cementiri.
Encara existia al segle vi, quan la menciona el geògraf Hièrocles i al segle vii va quedar abandonada. Les seves restes són al cim d'un turó que avui es diu Gorítza, a uns 3 km al sud de Volos. Van ser excavades a partir del final del segle xix.
Es conserven restes de les muralles (uns 11 km) i l'acròpoli que era al nord-oest al punt més alt de la ciutat. També es conserva el teatre, l'Heròon (un temple al damunt del teatre), un aqüeducte, l'àgora sagrada (amb un temple i el centre administratiu de la ciutat), i l'Anaktoron (palau reial) a l'est de la ciutat al cim d'un turó i que va ser ocupat fins a mitjans del segle ii aC, i més tard va ser usat pels romans com a cementiri.